# فرانسوا فيليب شامبين
فرانسوا فيليب شامبين (بالإنجليزية: François-Philippe Champagne)‏ هو سياسي كندي ولد في 25 يونيو 1970، يشغل حالياً منصب وزير الابتكار والعلوم والصناعة